# China-Brazil Earth Resources Satellite

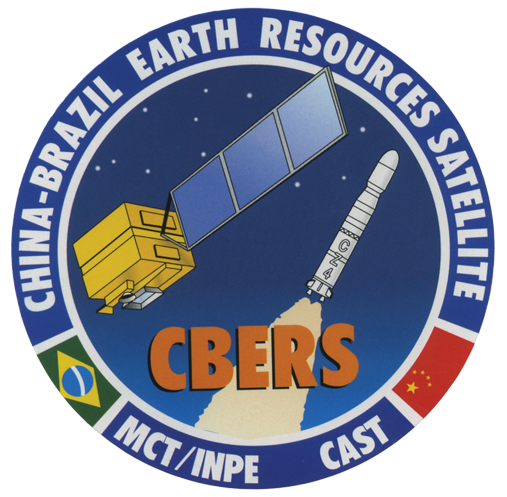
Naszywka misji CBERS-1

China-Brazil Earth Resources Satellite (pol. Chińsko-brazylijski satelita zasobów ziemskich) – chińsko-brazylijska seria sztucznych satelitów Ziemi poświęcona obserwacjom globu ziemskiego. Satelity CBERS pozwoliły dołączyć Brazylii do grona państw dysponujących satelitami teledetekcyjnymi, pozwalając na monitorowanie dużego terytorium tego kraju, w szczególności lasów deszczowych.
W program zaangażowani są: 
- Brazylia
  - Narodowy Instytut Badań Kosmicznych (INPE)
  - Brazylijska Agencja Kosmiczna (AEB)
- Chiny
  - Chińska Akademia Technologii Kosmicznych (CAST)
  - Chińska Narodowa Agencja Kosmiczna (CNSA)

Formalne porozumienie między INPE a CAST zawiązano 6 lipca 1988 roku. Opracowanie kompletnego międzynarodowego systemu teledetekcji pochłonęło ok. 300 milionów USD, z 30% udziałem Brazylii i 70% Chin.
Sukces działania dwóch pierwszych bliźniaczych statków, CBERS 1 i CBERS 2(A), skłonił rządy obu krajów do kontynuowania współpracy. W 2002 roku podpisały one porozumienie o budowie dwóch kolejnych satelitów, CBERS 3 i 4. Miały one zabrać na pokład nowe instrumenty naukowe. Tym razem kraje partycypowały w projekcie po równo. W 2004 roku postanowiono przyspieszyć projekt i wysłać dodatkowego satelitę, CBERS 2B, przed CBERS 3. CBERS 2B przestał działać w 2010 roku, przez co powstała luka w obserwacjach, zdarzenie niekorzystne z punktu widzenia nauki.
Wyniesienie CBERS 3 planowano początkowo na koniec 2012 roku, ale start udało się zrealizować dopiero rok później. Niestety, w pierwszej awarii rakiety Chang Zheng 4B satelita uległ zniszczeniu po nieudanej satelizacji. Tym pilniejsze stało się wyniesienie kolejnego satelity, CBERS 4. 
Z CBERS korzysta ponad 35 000 użytkowników z ponad 2500 podmiotów. Satelity przesyłają zdjęcia w średnim tempie 250 zdjęć dziennie. Opracowane na ich podstawie materiały służą do monitorowania wylesiania (program PRODES), zasobów wody, procesu urbanizacji, wykorzystania gruntów (np. program monitorowania upraw trzciny cukrowej CANASAT) i in.

## Satelity
1. CBERS 1 – wystrzelony 14 października 1999; wyłączony we wrześniu 2003
2. CBERS 2 – bliźniaczy w stosunku do poprzednika, wystrzelony 21 października 2003; wyłączony w 2007
3. CBERS 2B – wystrzelony 19 września 2007; utracony 10 maja 2010 roku w wyniku usterki elektrycznej
4. CBERS 3 – spłonął w atmosferze 9 grudnia 2013 po nieudanej satelizacji (usterka 3. członu rakiety nośnej)
5. CBERS 4 – wystrzelony 7 grudnia 2014[2]